# Болеслав I Грозный
Болеслав I Грозный (чеш. Boleslav I. Ukrutný; ок. 910/915—967/972) — князь чешский в 929—967/972 годах из династии Пржемысловичей.

## Биография

### Младший брат Святого Вацлава
Отец Болеслава Вратислав I умер, когда тот был ребёнком, и его воспитанием занималась мать Драгомира, происходившая из семьи язычников. В отличие от старшего брата Вацлава, который получил христианское воспитание от своей бабушки по отцу, святой Людмилы, Болеслав тяготел к традиционным славянским верованиям.

### Две версии братоубийства

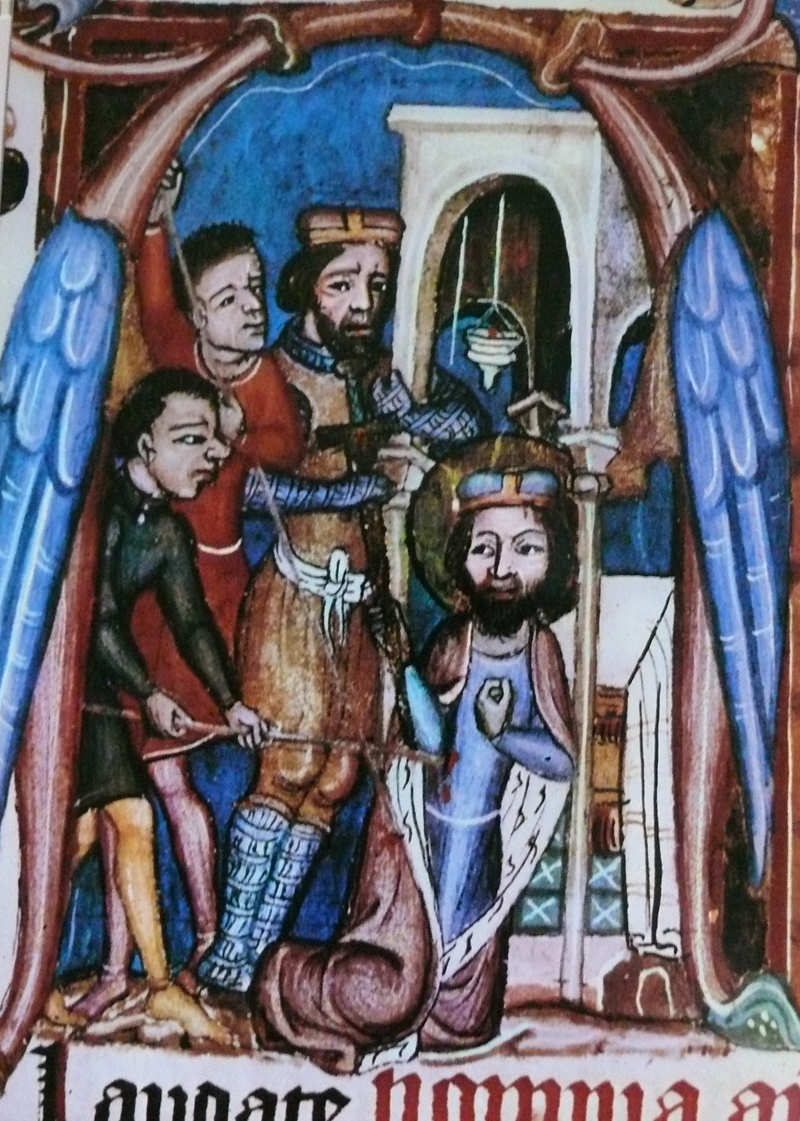
Убийство Св. Вацлава

В ту эпоху вступление на престол путём братоубийства было довольно обычным делом, и именно такой способ избрал Болеслав. Вместе с группой вельмож (комитов), сохранявших языческие традиции, он составил заговор против брата, князя Вацлава Святого. 28 сентября 935 или 936 года Вацлав был убит во время пира (по иной версии — у входа в церковь). Одновременно с этим у Болеслава родился сын, которого из-за зловещих обстоятельств его рождения назвали Страхквас, то есть «страшный пир». Болеслав I так терзался содеянным, что дал обет отдать сына на служение Богу. Когда мальчик подрос, его отправили на обучение в Регенсбург, впоследствии он стал высоким духовным лицом.
Среди историков есть также мнение, что убийство Вацлава было результатом недоразумения. Якобы в то утро 28 сентября на пути в церковь Вацлав встретил своего брата. Болеслав был чем-то возмущен и после словесной перепалки выхватил меч и бросился на князя. Однако Вацлав разоружил его и сбил с ног. На крики Болеслава о помощи подоспели его телохранители. Они увидели Болеслава, лежащего на земле, и Вацлава, стоявшего над ним с его же мечом в руке. Не разобравшись в степени угрозы жизни Болеслава, телохранители бросились к Вацлаву и убили его. Критики этой теории, в частности, историк Франтишек Дворник, указывают на то, что на самом деле телохранители Болеслава поджидали безоружного Вацлава, имея явное намерение убить его.
В любом случае смерть Вацлава позволила Болеславу занять княжеский трон и начать реализовывать собственную политику.
В 938 году Болеслав I перенес останки князя Вацлава в собор Святого Вита, заложенный Вацлавом при жизни.

### Война с саксами

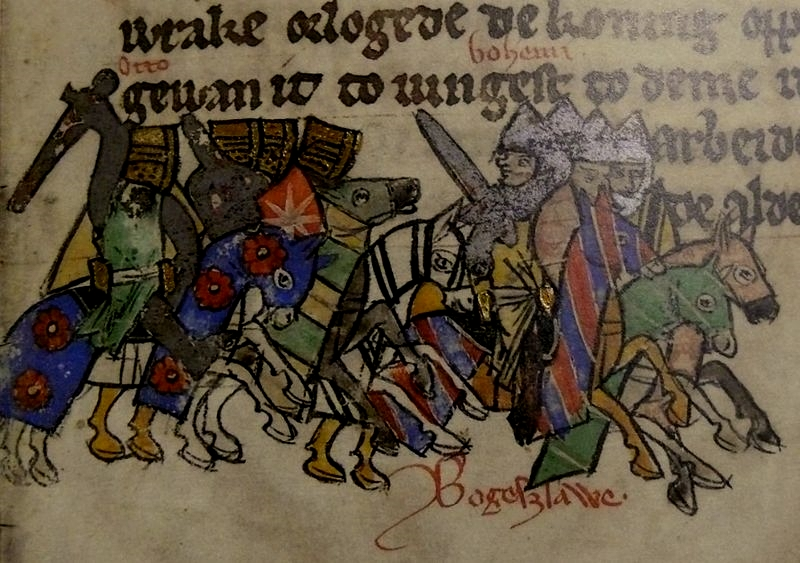
Битва с Оттоном I

Несмотря на братоубийство, чешские историки считают Болеслава I энергичным правителем и одним из самых успешных чешских князей. Во время его правления чешские земли развивались как в политическом, так и в экономическом смысле. Более того, Болеслав часто упоминается как реальный основатель чешской государственности.
Вскоре после прихода к власти Болеслава император Оттон I, желая отомстить за смерть Вацлава, своего вассала, и удержать в повиновении Чехию, объявил чехам войну, впоследствии известную как «Четырнадцатилетняя война» (936—950).
В 936 году Болеслав сам напал на имперские владения в северо-западной Богемии. Оттон I послал против чехов две армии — одну из Тюрингии, другую из Мерзебурга. Болеславу пришлось разделить свою армию, чтобы встретить неприятеля, наступавшего с двух разных сторон. Чехам удалось разбить тюрингскую армию, но её остатки объединились со второй армией Оттона. Имперская армия напала на армию Болеслава, но вновь была разгромлена. Болеслав обратил противника в бегство, а имперский лагерь сжег.
Война закончилась в 950 году. Оттон осадил так называемый «Новый замок» (вероятно, недавно построенный замок, который на тот момент еще не имел названия), в котором находился сын Болеслава (какой именно, неизвестно). Болеслав собрал армию, чтобы помочь сыну, но довольно неожиданно отказался от сражения и предложил императору переговоры. В ходе личной встречи двух правителей Болеслав признал над собой верховную власть императора и обязался платить ему ежегодную дань.
Позднее Болеслав даже несколько раз помогал Оттону в его войнах против венгров и бодричей, вероятно, с той целью, чтобы император не мешал ему за это увеличить Чешское государство на востоке. В 955 году чехи сражались на стороне империи в битве на реке Лех. Сам Болеслав в это время отражал незначительные вторжения венгров в Моравии.

### Строительство крепостей

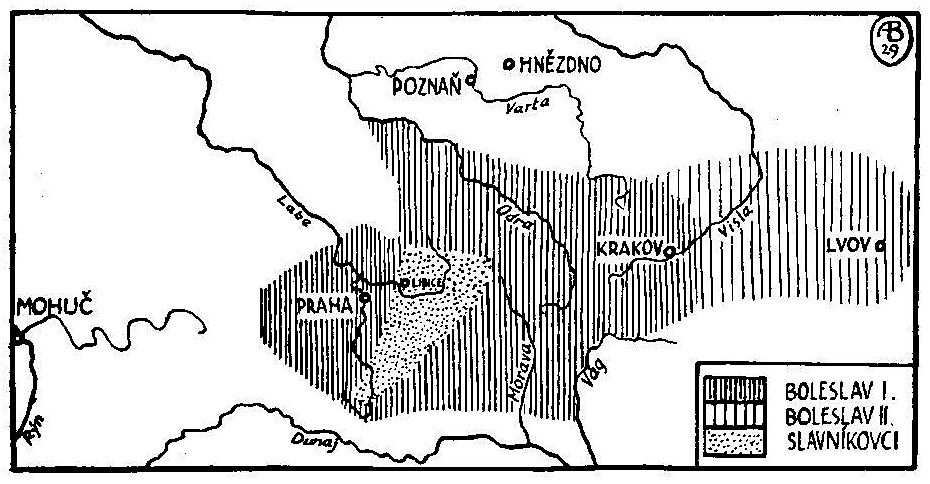
Экспансия Болеслава

Политика Болеслава I и его военные победы над венграми позволили Чехии присоединить к своим землям истерзанную набегами Моравию и славянские земли в верховьях Одера и Лабы, ранее принадлежавшие Польше. Рост территории и мощи князя позволил Болеславу начать сбор налогов с населения. Эти деньги, в свою очередь, он стал тратить на строительство крепостей на границах. Болеслав, сосредоточивая в своих руках всю власть, ограничил своеволие воевод, отчего и получил прозвание Грозного.
Это в корне отличалось от политики Вацлава. Вацлав предпочитал договариваться с мелкими князьями, а Болеслав хотел лично контролировать всю Чехию и избавиться от других князей. Укрепления противников Болеслава были разрушены, и на их землях возникали новые административные центры — Жатец, Седлец, Млада-Болеслав и другие. Вокруг этих центров стало формироваться Богемское королевство.

### Развитие экономики

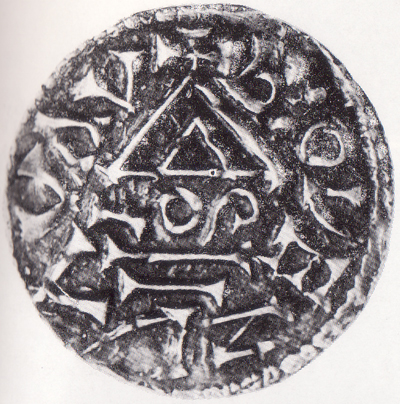
Динар Болеслава

Болеслав стал чеканить первые чешские монеты — пражские динары. На аверсе монеты значилось имя Болеслава, а на реверсе — надпись BIAGOTACOIIIIA BIAGOTACOVIIX (жена Биагота). Поэтому считается, что жену князя звали Биаготой. Есть вероятность, что эти динары чеканились для свадебной церемонии. Как бы то ни было, качество чеканки динаров было выше, чем качество многих других европейских монет того времени.
Экономический рост чешского государства засвидетельствован еврейским торговцем и путешественником Ибрагимом ибн Якубом, который в 965—966 годах посетил княжество. Ибрагим пишет: «Фрага (Прага) построена из камня и известняка, это богатый торговый город. Их страна лучшая в северной стране (имеется в виду Европа к северу от Альп) и богатейшая». Вероятно, Ибрагим под каменными постройками подразумевал Пражский Град — несколько зданий, при строительстве которых использовался известняк. Остальные здания в городе на тот момент были деревянными.

### Церковная политика
Болеслав I стремился достичь важной политической цели, достигнутой в итоге лишь во время правления его сына Болеслава II, — образовать собственную епархию. По этой причине он поддержал культ своего брата Вацлава — чехам нужен был собственный святой, это увеличивало возможность создания епископства. Образование Пражского епископства придало бы чешскому князю большой вес на международной политической арене и символизировало бы политическую (или, по крайней мере, религиозную) независимость. По данным современных историков, Болеславу удалось добиться от папы римского разрешения на создание епархии, однако он не дожил до её реального образования менее года.
При Болеславе в Чехии был основан первый монастырь — бенедиктинский монастырь Святого Георгия в Пражском Граде. Игуменьей стала дочь князя Млада. Другая дочь, Добрава (в чешских хрониках её часто называют Дубравка) вышла замуж за первого исторически зафиксированного польского князя Мешко I, который внес значительный вклад в христианизацию Польши. Мешко на тот момент еще был язычником, и Болеслав выдал свою дочь за него при условии крещения. Кроме того, Добрава привела с собой в Польшу группу священников и монахов.

### Смерть и наследие
Козьма Пражский относит смерть Болеслава к 967 году. Однако современные исследователи утверждают, что на самом деле он умер в 972 году, незадолго до инициированного им создания Пражской епархии. Историк Петр Кубин предполагает, что Козьма намеренно приводит более раннюю дату его смерти, чтобы создание епархии поставить в заслугу сыну Болеслава, Болеславу II, — летописец не желал воздавать хвалу за подобное деяние братоубийце.
Место погребения Болеслава доподлинно неизвестно. Возможно, он был похоронен в усыпальнице Пржемысловичей в монастыре Святого Георгия. Кроме того, во время завершения собора Святого Вита была обнаружена безымянная могила. Останки человека в ней археолог Эмануил Влчек идентифицировал как останки князя Борживоя I. Эта гипотеза, однако, в последнее время ставится под сомнение. Археологи Ян Фролик и Зденек Сметанка считают, что это захоронение было сделано в период после 938 года, к которому относят смерть Болеслава I.

### Дети
Известны имена четырёх детей Болеслава I Грозного:
- после Болеслава I престол наследовал его сын Болеслав II, прозванный Благочестивым.
- Страхквас (Христиан) стал духовным лицом и должен был стать епископом Пражским, но непосредственно в момент посвящения его постигла внезапная смерть. Обстоятельства его смерти до сих пор окончательно не выяснены.
- Дубравка Богемская (умерла в 977 году) была выдана замуж за польского князя Мешко I. Она сыграла заметную роль в христианизации Польши.
- Млада стала аббатисой и основательницей ордена бенедиктинцев в Чехии. В крещении она получила имя Марии.